# Шнайдер, Бернд (автогонщик)

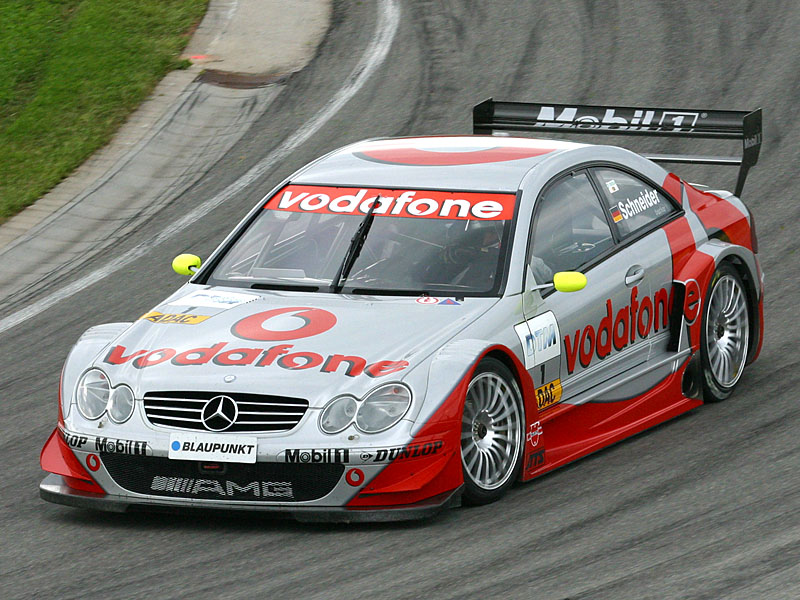
Шнайдер, Бернд на трассе Захсенринг, 2002

Бернд Шна́йдер (нем. Bernd Schneider; род. 20 июля 1964, Санкт-Ингберт) — немецкий автогонщик, пятикратный чемпион ДТМ, чемпион FIA GT. Его иногда называют лучшим кузовным гонщиком современности. Выступал в Формуле-1 в 1988—1990 годах.

## Биография

### Ранние годы
Бернда назвали в честь легендарного гонщика Бернда Роземайера, выигравшего в 1936 Чемпионат Европы. В раннем возрасте он начал ездить в гонках картов и сразу демонстрировал явную одарённость. После нескольких лет в младших картинговых сериях в 1980 Шнайдер выиграл Чемпионат Германии по картингу. Спустя два года, в 1982, вместе с национальной командой он выиграл Чемпионат Европы по картингу. В 1983 он выиграл Чемпионат Африки.

### Формулы
В следующие годы Шнайдер ездил в разных чемпионатах Формулы Форд в Европе. В 1986 он начал участвовать в немецком чемпионате Формулы-3 и в следующем 1987 году выиграл титул чемпиона. Это привлекло внимание Эриха Цаковски, который подписал со Шнайдером контракт на выступления в Формуле-1 в 1988 и 1989 за его команду Цакспид. Однако маленькая немецкая команда не давала впечатляющих результатов, и Шнайдер смог пройти квалификацию всего в 9 Гран-при.
В 1990 он участвовал в 2 Гран-при за команду Эрроуз, после чего, не найдя хорошего места в Формуле-1, решил вернуться в кузовные гонки.

### Результаты выступлений в Формуле-1
| Год  | Команда | 1        | 2        | 3        | 4        | 5        | 6        | 7        | 8        | 9        | 10       | 11       | 12       | 13       | 14       | 15       | 16       | Команда | Место | Очки |
| ---- | ------- | -------- | -------- | -------- | -------- | -------- | -------- | -------- | -------- | -------- | -------- | -------- | -------- | -------- | -------- | -------- | -------- | ------- | ----- | ---- |
| 1988 | Цакспид | БРА НКВ  | САН НКВ  | МОН НКВ  | МЕК Сход | КАН НКВ  | ДЕТ НКВ  | ФРА Сход | ВЕЛ НКВ  | ГЕР 12   | ВЕН НКВ  | БЕЛ 13   | ИТА Сход | ПОР НКВ  | ИСП НКВ  | ЯПО Сход | АВС НКВ  | Цакспид | -     | 0    |
| 1989 | Цакспид | БРА Сход | САН НПКВ | МОН НПКВ | МЕК НПКВ | США НПКВ | КАН НПКВ | ФРА НПКВ | ВЕЛ НПКВ | ГЕР НПКВ | ВЕН НПКВ | БЕЛ НПКВ | ИТА НПКВ | ПОР НПКВ | ИСП НПКВ | ЯПО Сход | АВС НПКВ | Цакспид | -     | 0    |
| 1990 | Эрроуз  | США 12   | БРА      | САН      | МОН      | КАН      | МЕК      | ФРА      | ВЕЛ      | ГЕР      | ВЕН      | БЕЛ      | ИТА      | ПОР      | ИСП НКВ  | ЯПО      | АВС      | Эрроуз  | -     | 0    |

### Кузовные машины

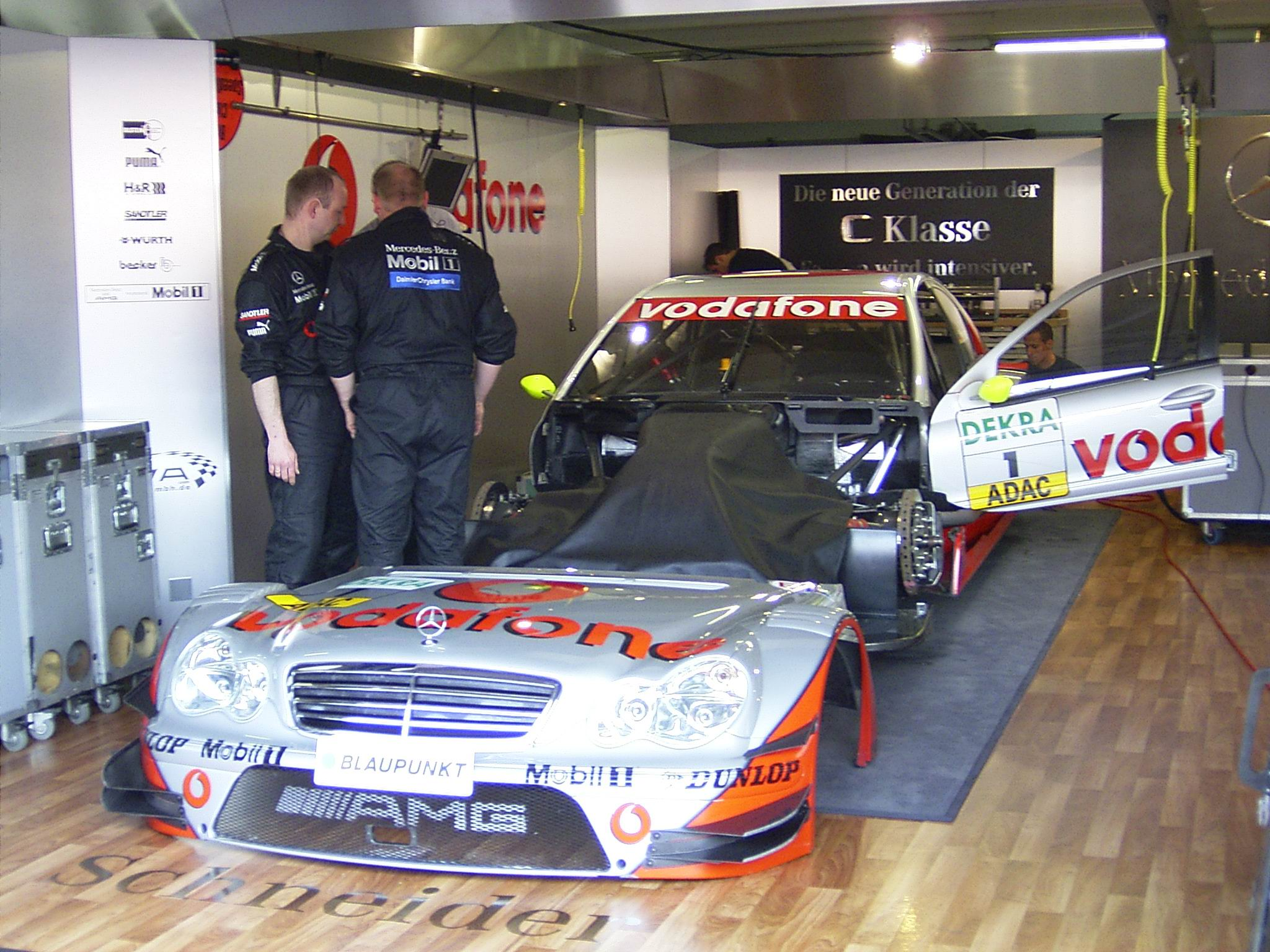
Разобранный Мерседес Бернда Шнайдера в боксах, 2004

Одновременно с участием в Ф3 Бернд также стал участником и молодёжной программы Форда в ДТМ, однако его выступления ограничивались несколькими этапами в сезон. В 1991 г. Шнайдер вернулся на полном расписании в ДТМ за Mercedes-AMG и с тех пор не расставался с этой командой, успешно выступая всё время. После того, как первый номер Мерседеса, Клаус Людвиг, перешёл в Опель, в 1995 г. Бернд стал лидером Мерседеса в ДТМ.
За годы выступлений в ДТМ и ITC (1991—1996, с 2000 по 2008 гг.) он выиграл 43 гонки и по итогам чемпионатов занимал
- по 1 разу 10е, 6е, 5е, и 4е места
- по 2 раза 3е и 2е места
- 5 раз становился чемпионом (1995, 2000, 2001, 2003, 2006)

В 2003 году он выиграл свой четвёртый титул в ДТМ, став самым титулованным немецким кузовным гонщиком, обойдя по этому показателю трехкратного чемпиона ДТМ Клауса Людвига, также легенду кузовных гонок.
В 1997 и 1998, когда чемпионат ДТМ не проводился, Шнайдер вместе с Mercedes-AMG участвовал в чемпионате FIA GT и стал чемпионом в 1997 и вице-чемпионом в 1998, одержав 11 побед.
С этими результатами Шнайдер является самым успешным гонщиком в ДТМ, причём и сейчас он не уступает более молодым гонщикам: на его счету 2 победы в 2006 году. Однако в 2008 г., несмотря на победу в дождевой гонке в Нюрбургринге (и доведя их число до 43) и поул в Барселоне, Бернд Шнайдер заявил о завершении своей официальной гоночной карьеры, проведя последнюю гонку в Хоккенхайме.
В послужном списке Бернда есть и длинные гонки — победа в 24 часах Спа в 1989 г., а в 1998 и 1999 г. он принимал участие в гонке 24 часа Ле-Мана в составе Мерседес, мог выиграть, но команда сняла лидирующую машину, после того как другая (а на квалификации ещё одна) взлетела на большой скорости, из-за конструктивных просчётов. Также Шнайдер выступает время от времени в 24 часах Нюрбургринга. Последнее участие в гонках на выносливость датируется январём 2013 г. В суточном марафоне "24 часа Дубая" он одержал победу за рулём "Мерседеса".

## Личная жизнь

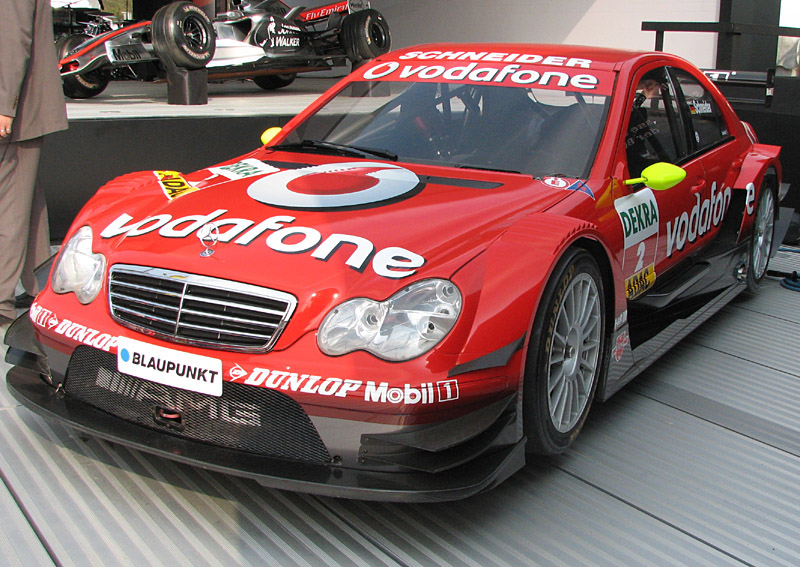
Автомобиль Бернда Шнайдера ДТМ-Серии в 2006

Семья — жена Николь, трое детей Лиза-Мария, Лука-Максимильян, Лилли-София. Живёт в Монако, в свободное от гонок время по-прежнему увлекается картингом, а также гольфом, теннисом, бильярдом и сквошем.